# Bjegunac (1914.)
Bjegunac (rus. "Беглец") - ruski film redatelja Aleksandra Volkova.

## Radnja
Film je baziran na pjesmi Mihaila Ljermontova.

## Uloge
- Aršo Šahatuni
- Aleksandr Rustejkis

## Vanjske poveznice
- Bjegunac na Kino Poisk